# Grigioverde
Il grigioverde, o rigatino, è una bevanda caratteristica delle regioni dell'Italia settentrionale a base di grappa (grigio) e menta (verde), a volte diluita con acqua, con o senza l'aggiunta di ghiaccio. 

## Storia
Deve il suo nome alla assimilazione con il colore grigio verde delle divise militari del Regio Esercito della prima guerra mondiale. Veniva tipicamente consumato al mattino prima di andare al lavoro in particolare da agricoltori, muratori, netturbini, ferrovieri che si recavano al lavoro la mattina presto all'aperto. In Veneto veniva consumata alla "bottega", il bar dei poveri che offriva ristoro dal freddo.
Il grigioverde conobbe anche una produzione industriale, andata scemando col tempo.